# Companhia Cerâmica Brasileira
A Companhia Cerâmica Brasileira foi a primeira indústria a produzir no Brasil a porcelana para revestimento de paredes, pisos e materiais eletrocerâmicos.
Instalada no Rio de Janeiro, a Cerâmica Brasileira foi fundada pelo empresário Américo Ludolf, no ano de 1910, sucedendo à Companhia de Grés e Faiança Nacional, de 1907, a qual deu início à fabricação de ladrilhos de grés.
Em 1912, começou a produção de pastilhas e, em 1915, a de isoladores.